# Yasm
YASM to przepisany od nowa asembler NASM. Yasm wspiera obecnie architektury x86 i x64. Podobnie jak NASM jest on licencjonowany na licencji BSD, z tą różnicą, że YASM używa wersji 3 klauzulowej a NASM 2 klauzulowej.